# Kashaka

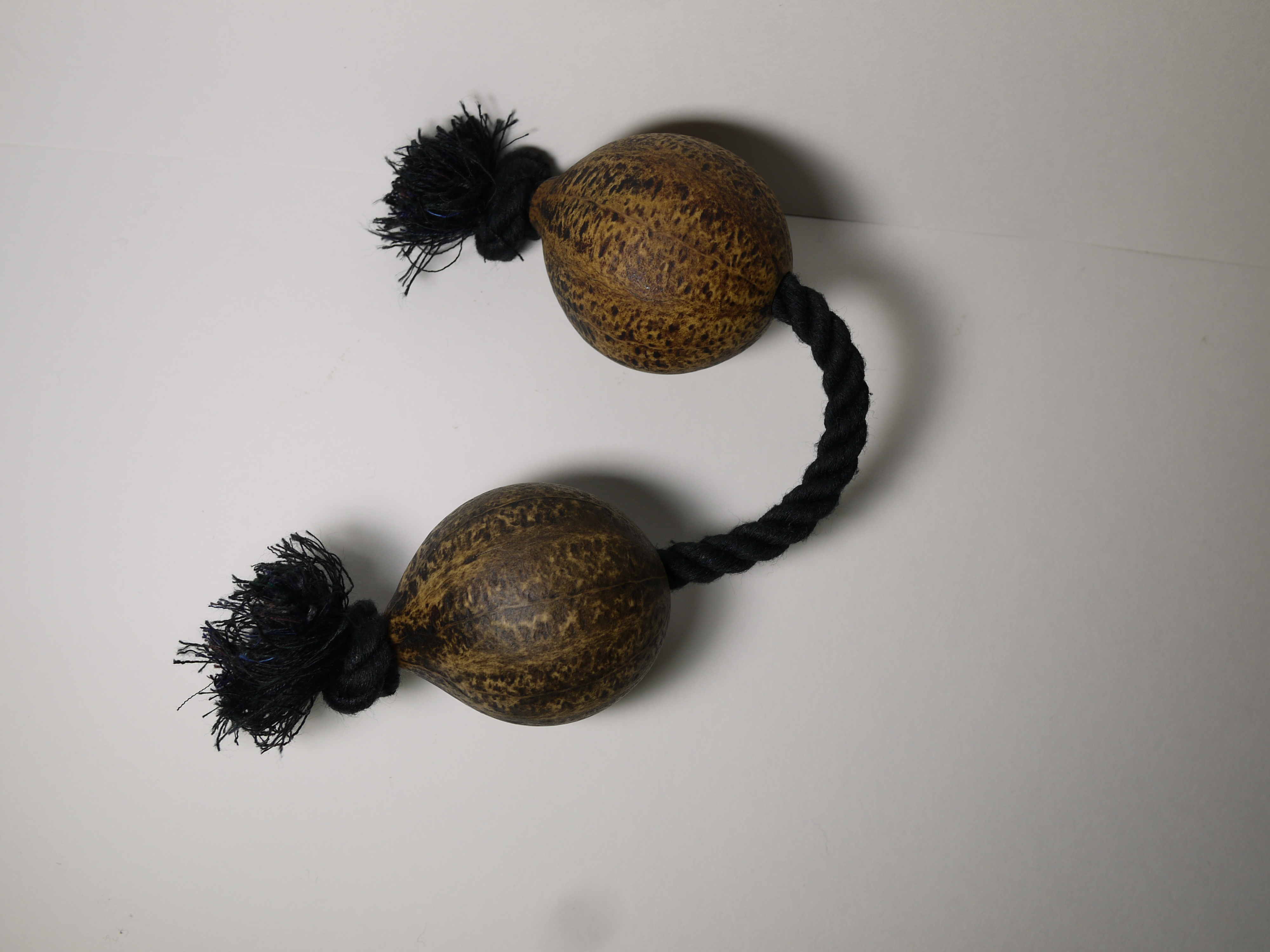
Kashaka

Le kashaka est un instrument de percussion composé de deux petites sphères creuses remplies de haricots ou de petits cailloux. Il s'agit essentiellement de deux petites maracas liées par une cordelette. On tient une des deux sphères dans sa main tandis que l'autre est rapidement balancée autour de la main. Cela génère un « clac » au moment du choc contre la main. L'instrument est originaire d'Afrique de l'Ouest et il a de nombreux noms : asalato ou aslato, kobarani, kas kas, kese kese, thelevi, tchangot tche, lingo, etc. On le retrouve au Japon sous le nom patika (パチカ), aux États-Unis, il est appelé kosika.
Le kashaka a un son similaire à celui d'une maracas mais permet aussi des claquements grâce à la sphère mobile. Il peut être difficile de rattraper la sphère mobile mais cela permet de jouer une plus grande variété de rythmes. Il en existe de différentes tailles, pour s'adapter à toutes les mains, facilitant l'apprentissage et la maîtrise des différents rythmes. Les percussionnistes expérimentés peuvent jouer des polyrythmes en jouant deux rythmes avec des signatures rythmiques différentes dans chacune des mains.
Les kashakas permettraient d'améliorer la dextérité, l'ambidextrie, la synchronisation des hémisphères du cerveau et développeraient la capacité à réaliser plusieurs tâches à la fois. Cela développerait aussi la masse musculaire et améliorerait la souplesse des mains, des bras, des épaules et du torse. Certains les considèrent comme un outil de méditation permettant d'atteindre des états de transe, de favoriser la relaxation et de diminuer les niveaux de stress[réf. nécessaire].

## Fabrication
Chaque sphère est fabriquée à partir du fruit d'Oncoba spinosa. Quand les fruits sont secs et tombent de l'arbre, les enfants les ramassent et les remplissent de cailloux orangés, dont la couleur reflète la richesse en fer des sols du Sahel. Le long de la côte de l'Afrique de l'Ouest, les fruits sont remplacés par de petits coquillages.
La cordelette (parfois en vieux chiffons tressés) reliant les deux sphères peut être fixée de deux manières différentes :
- La première manière consiste à faire un unique trou rond à la base du fruit. Une fois le kashaka rempli avec des cailloux ou des haricots, on noue l'extrémité de la cordelette et on l'insère dans le trou. On enfonce alors un petit bâton dans le trou jusqu'au bout et on le colle à la paroi du fruit. On coupe ensuite soigneusement l'extrémité du bâton qui dépasse. La longueur de la cordelette entre les deux sphères varie de 6 à 12 centimètres, s'adaptant à la taille des sphères.
- L'autre manière de procéder consiste à réaliser deux trous de part et d'autre du fruit. On fait ensuite passer une cordelette à travers les deux trous et on le fixe à l'aide de nœuds. Les kashakas fabriqués de cette manière peuvent être ajustés en déplaçant les nœuds.